# マイケル・カーター＝ウィリアムズ
マイケル・カーター＝ウィリアムズ（Michael Carter-Williams ,   1991年10月10日 - ）は、アメリカ合衆国・マサチューセッツ州ハミルトン出身の元プロバスケットボール選手。現役時代のポジションはポイントガードまたはシューティングガード。ニックネームは"MCW"。

## 経歴
2011年マサチューセッツ州のセントアンドリュース高校を卒業後、2013年までシラキュース大学に在籍した。

### NBA

#### フィラデルフィア・76ers
2013年のNBAドラフトにて1巡目11位でフィラデルフィア・76ersから指名され、9月24日にシクサーズとの契約に合意した。10月30日のマイアミ・ヒート戦で、NBAデビュー戦にもかかわらず22得点、7リバウンド、12アシスト、9スティールのクアドルプル・ダブルに近いスタッツを記録し、NBAデビュー戦における1試合スティール数のNBA記録を更新した。2013-2014のルーキーシーズンは、70試合に出場し、スターターも70試合務め、1167得点（16.7ppg）、437リバウンド(6.2rpg)、441アシスト(6.3apg)を記録し、新人王を受賞した。なお、新人選手がシーズン平均16得点、6リバウンド、6アシスト以上を記録したのは、オスカー・ロバートソン、マジック・ジョンソンに次いでNBA史上3人目であった。

#### ミルウォーキー・バックス
2015年2月20日に3チームが絡むトレードでミルウォーキー・バックスへ移籍した。しかし、カーター＝ウィリアムズ加入後、それまで30勝23敗と好調だったバックスのチーム成績は大きく下降してしまい、翌2015-2016シーズンもチームを勝たせることが出来ず、更に同シーズンの3月に臀部の手術のためにシーズン全休が決定するなど、悪戦苦闘が続いた。

#### シカゴ・ブルズ
2016年10月17日にトニー・スネルとのトレードでシカゴ・ブルズへ移籍した。そして、ブルズ加入後も負傷に悩まされ、実力を発揮することが出来ず、シーズン終了後にブルズからクオリファイング・オファーを提示しないことが発表され、2017年夏に完全FAとなった。

#### シャーロット・ホーネッツ
2017年7月7日にシャーロット・ホーネッツとの1年270万ドルの契約に合意した。2018年3月9日に肩の怪我により2017-18シーズンの残り全試合を欠場することが発表された。

#### ヒューストン・ロケッツ
2018年7月6日にヒューストン・ロケッツとの契約に合意した。2019年1月7日に2020年のプロテクト付き2巡目指名権とのトレードで現金と共にシカゴ・ブルズへ移籍したが、その後にブルズから解雇された。

#### オーランド・マジック
3月15日にオーランド・マジックとの10日間契約に合意した。同月25日に再びマジックとの10日間契約に合意した。同日のフィラデルフィア・76ers戦でシーズンハイとなる15得点を記録し、チームは119-98で勝利した。4月4日にマジックとのシーズン終了までの契約に合意した。
7月10日にマジックとの再契約に合意した。
2020年11月24日にマジックとの2年総額660万ドルの再契約に合意した。
2021-22シーズン開幕前の2021年8月23日に、左足首の手術を受けることが発表された。
2023年2月26日にマジックとの再契約に合意した。

#### メキシコシティ・キャピタンズ
10月30日にNBAGリーグのメキシコシティ・キャピタンズとの契約に合意したが、12月26日に個人的な理由により退団することが発表された。

#### 現役引退
2024年10月に受けたインタビューにて現役引退を表明した。

## NBA個人成績

### レギュラーシーズン
| シーズン | チーム | GP             | GS             | MPG            | FG%            | 3P%            | FT%            | RPG            | APG            | SPG            | BPG            | PPG            |
| -------- | ------ | -------------- | -------------- | -------------- | -------------- | -------------- | -------------- | -------------- | -------------- | -------------- | -------------- | -------------- |
| 2013–14  | PHI    | 70             | 70             | 34.5           | .405           | .264           | .703           | 6.2            | 6.3            | 1.9            | .6             | 16.7           |
| 2014–15  | PHI    | 41             | 38             | 33.9           | .380           | .256           | .643           | 6.2            | 7.4            | 1.5            | .4             | 15.0           |
| 2014–15  | MIL    | 25             | 25             | 30.3           | .429           | .143           | .780           | 4.0            | 5.6            | 2.0            | .5             | 14.1           |
| 2015–16  | MIL    | 54             | 37             | 30.5           | .452           | .273           | .654           | 5.1            | 5.2            | 1.5            | .8             | 11.5           |
| 2016–17  | CHI    | 45             | 19             | 18.8           | .366           | .234           | .753           | 3.4            | 2.5            | .8             | .5             | 6.6            |
| 2017–18  | CHA    | 52             | 2              | 16.1           | .332           | .237           | .820           | 2.7            | 2.2            | .8             | .4             | 4.6            |
| 2018–19  | HOU    | 16             | 1              | 9.1            | .410           | .368           | .462           | .8             | 1.3            | .6             | .4             | 4.3            |
| 2018–19  | ORL    | 12             | 0              | 18.9           | .339           | .158           | .741           | 4.8            | 4.1            | .9             | .8             | 5.4            |
| 2019–20  | ORL    | 45             | 0              | 18.5           | .427           | .293           | .832           | 3.3            | 2.4            | 1.1            | .5             | 7.2            |
| 2020–21  | ORL    | 31             | 25             | 25.8           | .389           | .246           | .613           | 4.5            | 4.2            | .8             | .5             | 8.8            |
| 2021–22  | ORL    | 負傷により全休 | 負傷により全休 | 負傷により全休 | 負傷により全休 | 負傷により全休 | 負傷により全休 | 負傷により全休 | 負傷により全休 | 負傷により全休 | 負傷により全休 | 負傷により全休 |
| 2022–23  | ORL    | 4              | 0              | 11.0           | .429           | .333           | .571           | 1.3            | 1.8            | .3             | .3             | 4.3            |
| 通算     | 通算   | 395            | 217            | 25.2           | .402           | .256           | .705           | 4.3            | 4.3            | 1.3            | .5             | 10.2           |

### プレーオフ
| シーズン | チーム | GP | GS | MPG  | FG%  | 3P%  | FT%  | RPG | APG | SPG | BPG | PPG  |
| -------- | ------ | -- | -- | ---- | ---- | ---- | ---- | --- | --- | --- | --- | ---- |
| 2015     | MIL    | 6  | 6  | 31.8 | .423 | .000 | .583 | 4.5 | 4.8 | 1.2 | 1.0 | 12.2 |
| 2017     | CHI    | 5  | 0  | 10.6 | .400 | .000 | .500 | .8  | 1.2 | .4  | .2  | 2.8  |
| 2020     | ORL    | 5  | 0  | 18.4 | .387 | .250 | .875 | 4.0 | 2.4 | .6  | .0  | 6.6  |
| 通算     | 通算   | 16 | 6  | 21.0 | .411 | .143 | .667 | 3.2 | 2.9 | .8  | .4  | 7.5  |

### カレッジ成績
| シーズン | チーム           | GP | GS | MPG  | FG%  | 3P%  | FT%  | RPG | APG | SPG | BPG | PPG  |
| -------- | ---------------- | -- | -- | ---- | ---- | ---- | ---- | --- | --- | --- | --- | ---- |
| 2011–12  | シラキュース大学 | 26 | 0  | 10.3 | .431 | .389 | .565 | 1.5 | 2.1 | .8  | .3  | 2.7  |
| 2012–13  | シラキュース大学 | 40 | 40 | 35.2 | .393 | .294 | .694 | 5.0 | 7.3 | 2.7 | .5  | 11.9 |

## プレースタイル
得点、アシスト、リバウンドすべてに長け、バランスのとれたオールラウンドプレーヤーだが、ターンオーバーの多い選手としても知られ、また2015年2月にミルウォーキー・バックス加入後は、それまで好調だったチームの成績が急降下し、翌シーズンはプレーオフ出場も逃したこともあり、決して自身のプレーがチームの勝利に直結しているわけではなく、チームを成功に導く選手ではないことが証明された。怪我が多いのも難点。その結果、2013-2014シーズンの新人王だったにもかかわらず、ジャーニーマンに落ち着いた要因となっている。